# Stora Lysevattnet, Dalsland
Stora Lysevattnet är en sjö i Färgelanda kommun i Dalsland och ingår i Örekilsälvens huvudavrinningsområde. Sjön har en area på 0,0615 kvadratkilometer och ligger 185 meter över havet.

## Delavrinningsområde
Stora Lysevattnet ingår i det delavrinningsområde (651758-128792) som SMHI kallar för Ovan Madbråtsbäcken. Medelhöjden är 157 meter över havet och ytan är 26,21 kvadratkilometer. Räknas de 2 avrinningsområdena uppströms in blir den ackumulerade arean 90,47 kvadratkilometer. Munkedalsälven (Valboån) som avvattnar avrinningsområdet har biflödesordning 2, vilket innebär att vattnet flödar genom totalt 2 vattendrag innan det når havet efter 62 kilometer. Avrinningsområdet består mestadels av skog (46 procent), jordbruk (27 procent) och sankmarker (14 procent). Avrinningsområdet har 0,75 kvadratkilometer vattenytor vilket ger det en sjöprocent på 1,4 procent.